# Marineflieger
Marineflieger (Námořní letectvo) je označení letecké složky německého námořnictva. V současné době provozuje jak vrtulníky na palubách fregat, tak námořní hlídkové a průzkumné letouny operující z pozemních základen.  

## Historie
Námořní letectvo Kaiserliche Marine bylo založeno roku 1913, a byly mu podřízeny jak jednotky letounů, tak námořní Vzducholodní oddíl. 
Za první světové války početně znatelně vzrostlo, a podílelo se na vedení bojů převážně nad Severním a Baltským mořem, ale také na flanderském pobřežním úseku západní fronty, a jeho hydroplány a vzducholodi podnikaly již od přelomu let 1914 a 1915 nálety na Velkou Británii.
Po válce bylo Německu veškeré vojenské letectví zakázáno Versailleskou smlouvou a námořní letectvo tak bylo tak omezeno jen na tajné ilegální experimenty s plovákovými letouny a létajícími čluny.
Poté, co započalo znovuvyzbrojování Německa po uchopení moci nacisty, byly jednotky námořního letectva Kriegsmarine zprvu obnoveny, ale jejich existence byla vystavena tlaku ze strany nově vzniklého nezávislého letectva, Luftwaffe, které samostatné jednotky námořní aviatiky považovalo za tříštění sil na poli letectví, a od ledna 1939 tak byly všechny letecké jednotky námořnictva převedeny do podřízenosti Luftwaffe.
Po skončení druhé světové války, vstupu Spolkové republiky Německo do NATO a vzniku ozbrojených sil Spolkové republiky Německo bylo roku 1956 založeno i námořní letectvo, jakožto složka určená k vzdušné podpoře operací Bundesmarine. Na jeho výstavbě se coby poradci zpočátku podílela i řada důstojníků Fleet Air Arm Royal Navy. 
V době studené války bylo jeho předpokládaným úkolem především protiponorkové hlídkování a ochrana baltského pobřeží SRN proti případným vyloďovacím operacím ozbrojených sil států Varšavské smlouvy. Na vrcholu svého početního stavu tak mimo dalších typů letounů provozovalo až 120 stíhacích bombardérů typů Hawker Sea Hawk, Lockheed F-104G a Tornado IDS. 
Po skončení studené války a znovusjednocení Německa bylo námořní letectvo, včetně převzatých jednotek námořního letectva NDR, omezeno na dvě eskadry (Geschwader), a jeho proudové stíhací bombardéry převedeny k Luftwaffe. 
V současné době[kdy?] se tak německé námořní letectvo skládá z Marinefliegergeschwader 3 „Graf Zeppelin“ vybavené hlídkovými letadly Lockheed P-3 Orion a Dornier Do 228, a Marinefliegergeschwader 5, která provozuje vrtulníky Westland Sea King a Sea Lynx, včetně strojů operujících z palub fregat tříd Bremen, Brandenburg, Sachsen a korvet třídy Braunschweig.

## Seznam letadel
Tabulka obsahuje přehled letecké techniky německého námořního letectva v roce 2017 podle Flightglobal.com.
| Název              | Původ              | Určení                                     | Verze             | Ve službě | Poznámky |         |
| Letouny            | Letouny            | Letouny                                    | Letouny           | Letouny   | Letouny | Letouny |
| ------------------ | ------------------ | ------------------------------------------ | ----------------- | --------- | --- | ------- |
| Dornier Do 228     | Německo            | lehký námořní hlídkový letoun              | Do 228/NG         | 2         | Stroje se nacházejí ve vlastnictví Spolkového ministerstva dopravy a digitální infrastruktury a slouží především k monitorování ekologických škod v Severním a Baltském moři.    |         |
| Lockheed P-3 Orion | USA                | námořní hlídkový letoun                    | P-3C CUP          | 8         | Původem z výzbroje Nizozemského námořního letectva. Stroje od července 2015 postupně procházejí programem modernizace, který má zajistit prodloužení doby životnosti do r. 2035. |         |
| Vrtulníky          |                    |                                            |                   |           | |         |
| NHIndustries NH90  | EU                 | palubní transportní a víceúčelový vrtulník | NH90-NTH Sea Lion | 0         | Objednáno 18 kusů. |         |
| Westland Lynx      | Spojené království | víceúčelový námořní vrtulník               | Lynx Mk. 88       | 6         | |         |
| Westland Sea King  | Spojené království | víceúčelový vrtulník/pátrání a záchrana    | Sea King Mk. 41   | 21        | |         |
| Cvičná letadla     |                    |                                            |                   |           | |         |
| Eurocopter EC 135  | EU                 | cvičný vrtulník                            | H135              | 2         | |         |

## Galerie

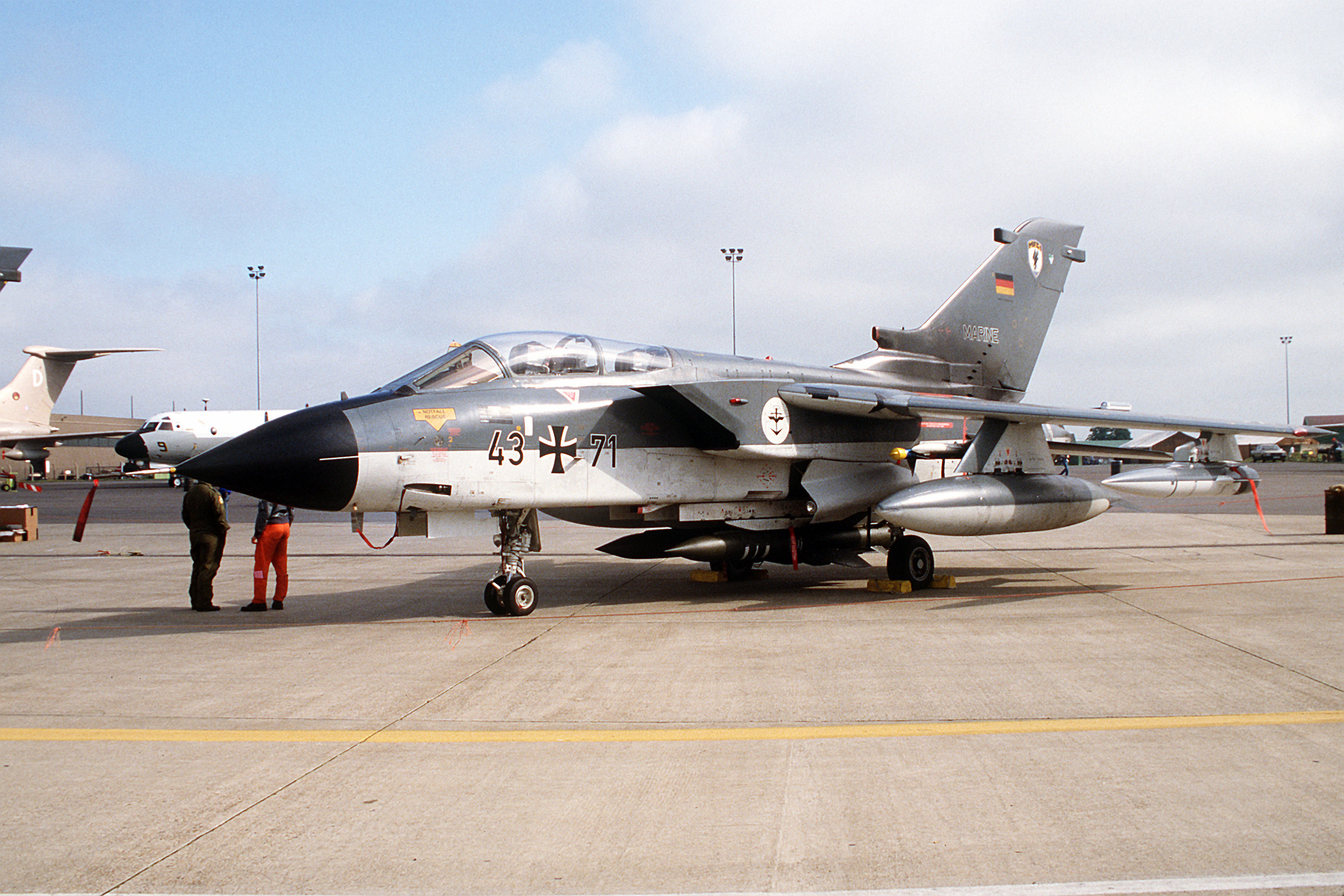
Tornado IDS v roce 1984.
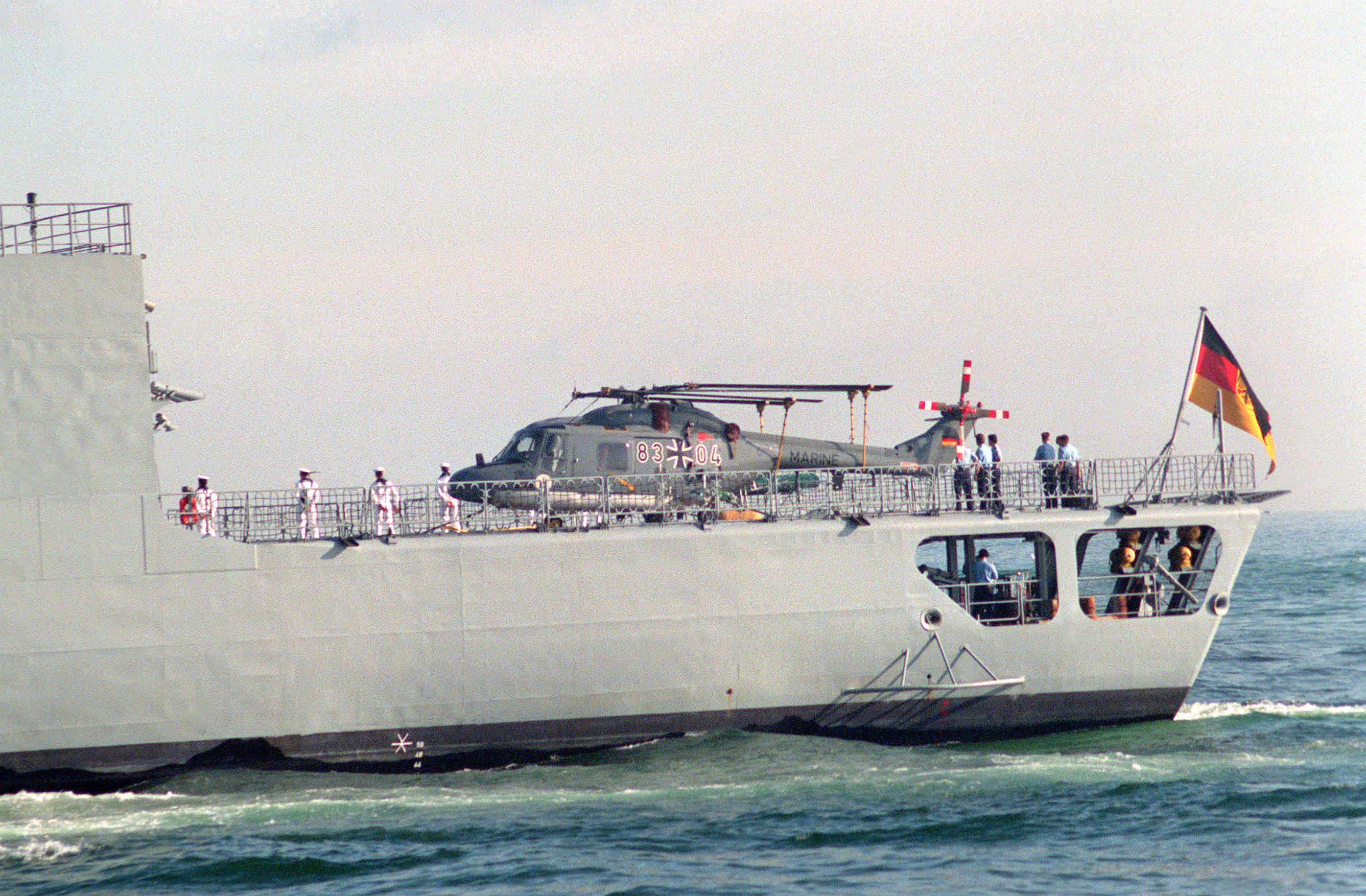
Sea Lynx Mk. 88 na palubě fregaty Lübeck  třídy Bremen, 1993.
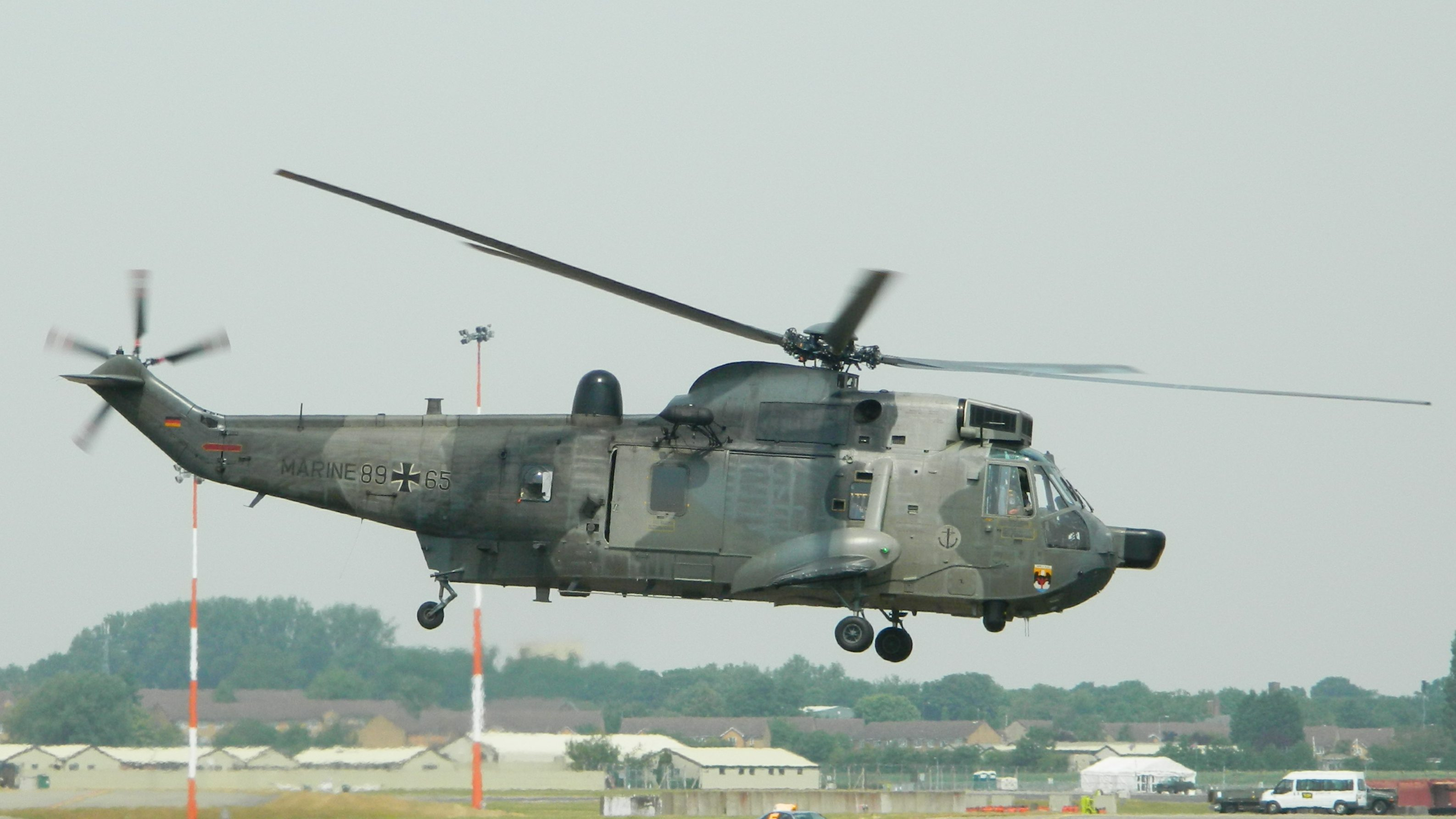
Sea King Mk. 41, 2013.
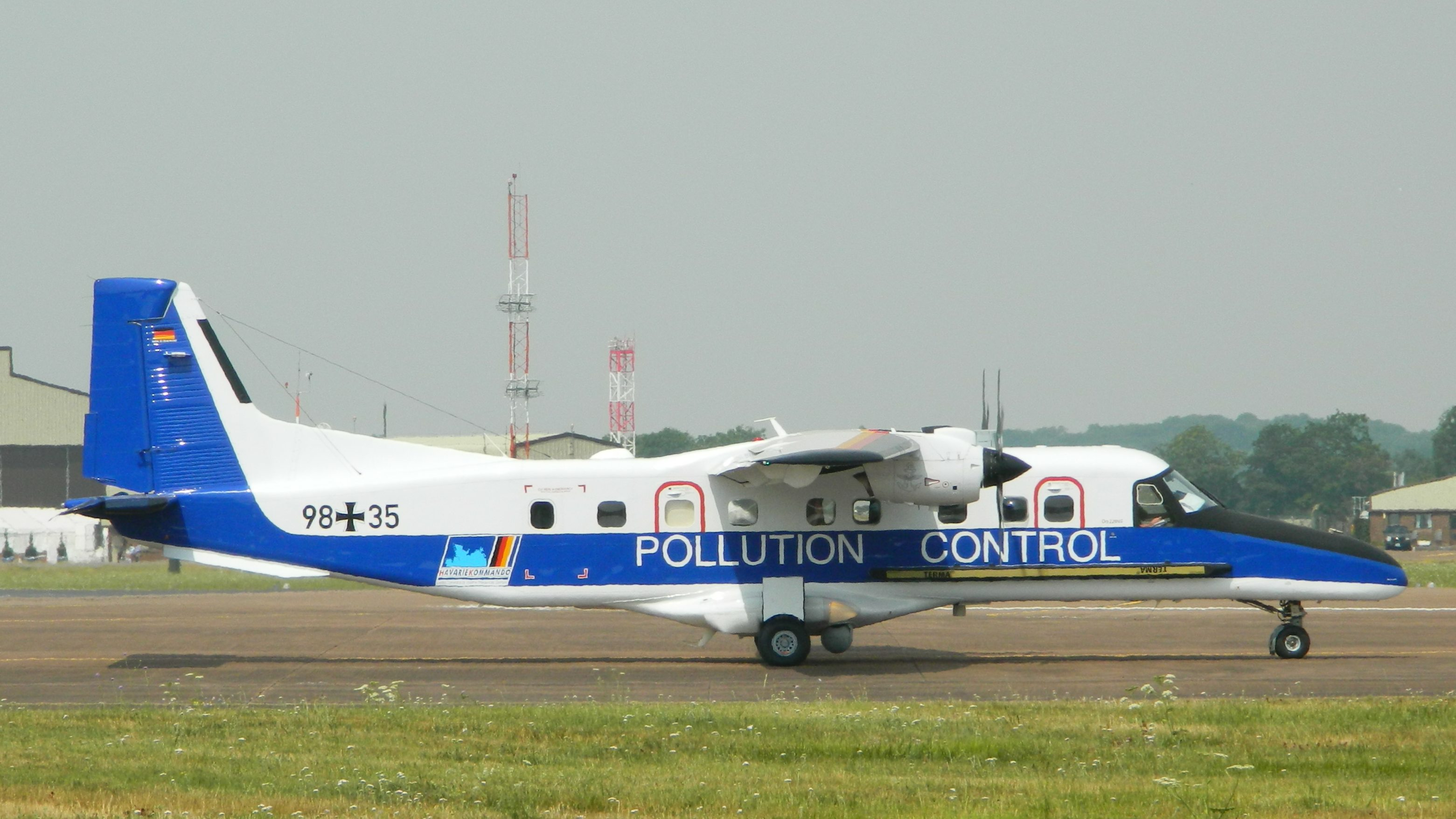
Dornier Do 228, 2013
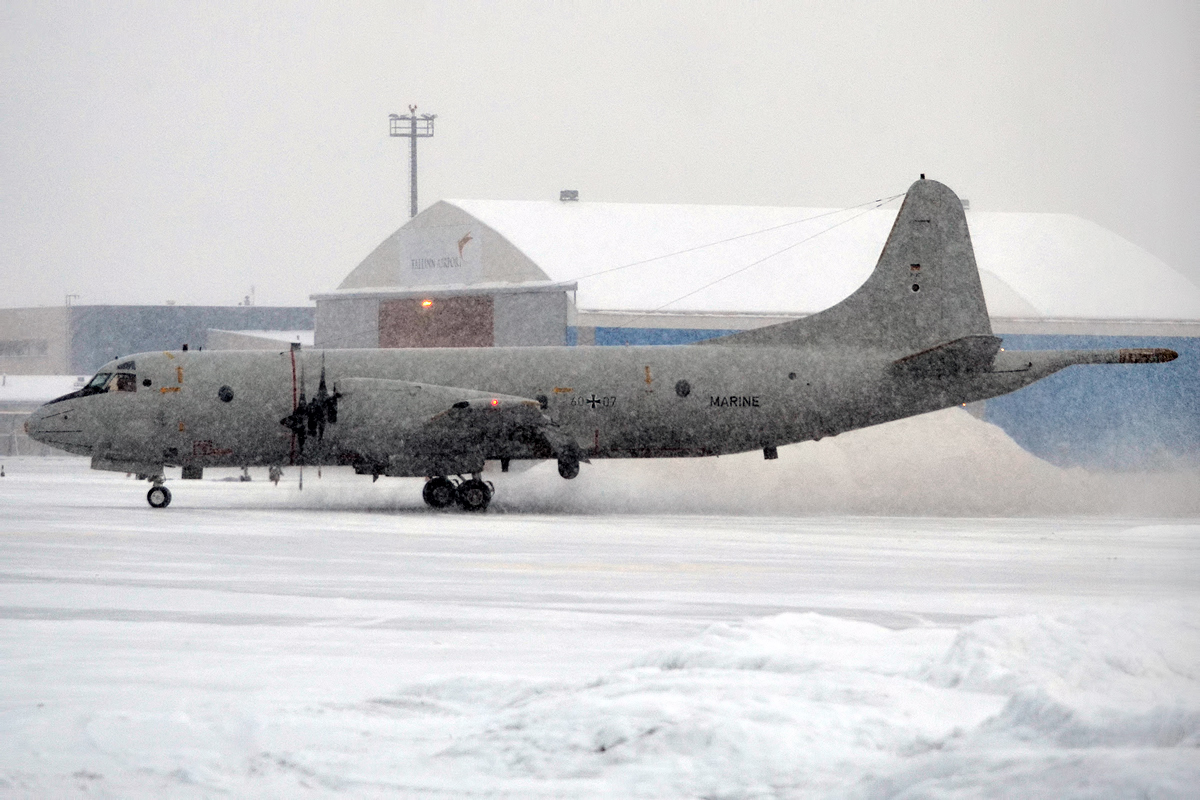
P-3C Orion, 2016